# Yaza
Yaza est une localité située dans le département de Garango de la province du Boulgou dans la région Centre-Est au Burkina Faso.

## Géographie
Yaza a été administrativement détaché de Lergho (tout comme les villages de Zangoula, Golinga et Gotinga) vers 2012, l'ensemble des localités regroupant 4 155 habitants dénombrés lors du dernier recensement général de la population en 2006.

## Santé et éducation
Le centre de soins le plus proche de Yaza est le centre de santé et de promotion sociale (CSPS) de Lergho tandis que le centre médical avec antenne chirurgicale (CMA) se trouve à Garango.
Le village possède un centre d'alphabétisation mais pas d'école, les élèves devant aller à Lergho.